# 자정국사 사리함
자정국사 사리함(慈精國師 舍利函)은 대한민국 전라남도 순천시 송광면, 송광사에 있는 사리함이다. 1972년 1월 29일 전라남도의 유형문화재 제18호로 지정되었다.

## 개요
자정국사의 사리를 담았던 그릇으로,지름 15.2cm, 높이 7.7cm, 뚜껑 높이 3.1cm, 몸체 높이 5.3cm인 청자상감국화문 항아리이다.
자정국사는 송광사 16국사 가운데 하나로, 자세한 기록이 남아있지 않지만 고려 충렬왕 19년(1293)∼27년(1301)까지 주지승으로 있었다.
뚜껑은 윗면에 백상감으로 큰 원을 돌리고, 주변에 4개의 작은 원을 새겼다. 원 안에는 흑백상감으로 국화무늬를 새겼고, 원 사이에는 구름과 학무늬를 조각하였다. 옆면은 백상감으로 번개무늬와 연속된 작은점을 돌렸다. 몸체는 중앙에 위아래가 구분되는 면이 있으며, 아가리 부분에는 백상감으로 번개무늬와 연속된 작은 점을 돌렸다. 그릇 아랫부분은 흑백상감으로 연꽃잎을 돌렸다. 유약 색깔은 고려 후기의 시대상을 반영하 듯 불투명한 비색이다.

## 참고 자료
- 자정국사사리함 - 국가유산청 국가유산포털